# Gullnavling
Gullnavling (Chrysomphalina chrysophylla) är en svampart som först beskrevs av Elias Fries, och fick sitt nu gällande namn av Heinz Clémençon 1982. Gullnavling ingår i släktet Chrysomphalina och familjen Hygrophoraceae.  Arten är reproducerande i Sverige. Inga underarter finns listade i Catalogue of Life.